# Võhma
Võhma (tysk: Wöchma) er en by (linn) i det sydlige Estland.
Byen har 1.272 (2024) indbyggere og ligger i Põhja-Sakala kommune (vald) i Viljandi maakond (amt) på grænsen mod nord til Järva maakond. Võhma ligger i skæringspunktet mellem to færdselsårer: Tallinna–Viljandi-jernbanen og Imavere–Viljandi–Karksi-Nuia–hovedvejen.

## Historie
Võhma omtales første gang i 1583 under navnet Wechma. Bebyggelsen hørte under Pilistvere kihelkond (Pilistvere sogn).
I året 1900 åbnedes jernbanen fra Tallinn til Viljandi gennem Võhma; stationen blev opført i 1899. Efter jernbanens åbning udviklede landsbyen sig hurtigt til en stationsby. I 1908 oprettedes Võhma frivillige Brandkorps (Võhma Vabatahtlik Tuletõrje Ühing) og 1912 et fællesmejeri.
I 1928 åbnede Võhma Eksportslagteri (Võhma Eksporttapamaja). Det skete på et fordelagtigt tidspunkt, hvor kombinationen af skæringspunktet mellem jernbane og landevej samt et omfattende svine- og kreaturopdræt i omegnen fremmede byens udvikling. Endnu inden 2. verdenskrig brød ud virkede Võhma Ühispank (Võhma fællesbank), der formåede at samle en stor del af de penge, der blev tjent i landbrugsdriften.
Under 2. verdenskrig led Võhma hårdt: eksportslagteriet brændte og talrige huse blev ødelagte.
I 1945 fik Võhma status af alev. Genopbygningen af byen begyndte.
I årene 1972–1975 opførtes i Võhma et nyt slagteri, flere etageboligejendomme, en ny skole med mere. I 1980'erne arbejde på slagteriet mere end 800 ansatte, og byen fik et monofunktionelt præg, hvilket var byen til stor skade: i 1996 gik slagteriet bankerot og bidrog til en meget stor arbejdsløshed, som det først efter flere år lykkedes at mindske.
Võhma fik egen kommunal forvaltning den 10. oktoober 1991, og bystatus den 10. august 1993.